# Alain Berliner
Alain Berliner (Bruxelles, 21 febbraio 1963) è un regista, sceneggiatore e produttore cinematografico belga.

## Biografia
Il suo più grande successo è il film del 1997 La mia vita in rosa, vincitore del Golden Globe per il miglior film straniero e candidato al premio César per la migliore opera prima.
Nel 2003 ha fondato assieme a Giles Daoust l'azienda di produzione cinematografica "Title films".
Si occupa anche di pubblicità televisive.

## Filmografia

### Cinema
- Le Jour du chat (1991)
- Rose (1993)
- La mia vita in rosa (Ma vie en rose) (1997)
- Passion of Mind (2000), primo film di Berliner in lingua inglese
- J'aurais voulu être un danseur (2006)
- Bardot (2025)

### Televisione
- Le Mur (1998), film sulla scissione del Belgio durante la notte di san Silvestro del 2000.[1][2]
- La Maison du canal (2003)
- Clara Sheller, serie televisiva (2008)
- Les Associés, (2009)
- La pelle di zigrino (La Peau de chagrin) (2010)
- Un fils (2014)
- Bébés volés (2016)
- Péril blanc (2017)

### Web
- Les BoboNobos, webserie (2018)[3]

## Riconoscimenti
- Festival du film de Cabourg
  - 1997: Swann d'Or per il miglior film a La mia vita in rosa
- European Film Award
  - 1997: Premio per la migliore sceneggiatura, a La mia vita in rosa, assieme a Chris Vander Stappen
- Prix Joseph-Plateau
  - 1997: Candidatura come miglior regista belga per La mia vita in rosa
- Golden Globe
  - 1998: Golden Globe per il miglior film straniero a La mia vita in rosa
- Premio César
  - 1998: Candidatura al premio César per la migliore opera prima per La mia vita in rosa